# Allan Rodríguez
Allan Estuardo Rodríguez Reyes (Ciudad de Guatemala, 19 de octubre de 1981) es un político y diputado guatemalteco del partido Vamos que fue presidente del Congreso de la República de Guatemala por dos periodos, de 2020 a 2022.

## Carrera política
Es fundador del partido Vamos por una Guatemala Diferente que fue inscrito en 2017. Fue electo como diputado del congreso de Guatemala en las elecciones de 2019, representando al departamento de Sololá. También fue electo como Presidente del Congreso de la República de Guatemala el 14 de enero de 2020 y fue quien juramentó a Alejandro Giammattei como presidente de Guatemala ese mismo día. Ocupó el puesto de presidente del congreso hasta 2022, cuando hizo entrega del cargo a Shirley Rivera. Se postuló nuevamente para diputado por el partido Vamos en las elecciones de 2023 y fue reelecto para el periodo 2024-2028.
Durante su periodo como legislador ha enfrentado señalamientos de corrupción. En diciembre de 2022 fue sancionado por el Departamento del Tesoro de los Estados Unidos bajo la Ley Global Magnitsky sobre Responsabilidad de Derechos Humanos; de acuerdo con esta entidad, Rodríguez "utilizó su autoridad como presidente del Congreso para otorgar subvenciones para la construcción a cambio de sobornos financieros. Rodríguez ha utilizado su influencia política para llegar a acuerdos a cambio de sobornos y facilitó sobornos a otros, incluso, por ejemplo, supuestamente ofreciendo sobornos a cambio de votos en un proyecto de ley sobre el estado de emergencia durante una sesión plenaria del Congreso".